# هينريتش شميت (طبيب عسكري)
هينريتش شميت (بالألمانية: Heinrich Schmidt)‏ هو طبيب عسكري ألماني، ولد في 27 مارس 1912 في آلتنبورغ في ألمانيا، وتوفي في 28 نوفمبر 2000 في تسيله في ألمانيا.